# Lom (Noorwegen)
Lom is een gemeente in de Noorse provincie Innlandet. De gemeente telde 2204 inwoners in januari 2021.
Lom grenst in het noordwesten aan Skjåk, in het noorden aan Lesja, in het oosten en zuidoosten aan Vågå, in het zuiden aan Vang. In het zuidwesten grenst het aan Luster. Lom ligt 382 meter boven zeeniveau.
Het is een (inmiddels redelijk toeristisch) plaatsje in Noorwegen net ten noorden van de Jotunheimen. Aan de westzijde van het dorp staat de staafkerk van Lom. Tegenover de kerk naast een stroomversnelling ligt het Norsk Fjellmuseum dat dienstdoet als bezoekerscentrum van het nationaal park Jotunheimen met de Jotunheimen. Ook is er het Fossheim Steinsenter, een mineraalmuseum.
Van Lom naar Gaupne loopt de Sognefjellsweg (RV55) en van Grotli naar Stryn loopt de smalle nationale toeristenweg Gamle Strynefjellsvegen met vele uitzichtpunten.

## Geboren
- Knut Hamsun (1859-1952), schrijver en Nobelprijswinnaar

## Overleden
- Ernst-Paul Hasselbach (1966-2008), Surinaams-Nederlands presentator
- Leentje Custers (1982-2008), Belgische productie-assistente

## Plaatsen in de gemeente

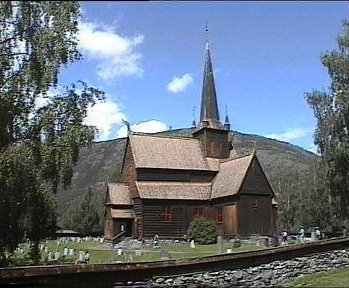
Het staafkerkje van Lom in Fossbergom

- Fossbergom
- Galdesanden

Alvdal · Dovre · Eidskog · Elverum ·  Engerdal · Etnedal · Folldal · Gausdal · Gjøvik · Gran · Grue ·  Hamar · Kongsvinger · Lesja · Lillehammer · Lom ·  Løten · Nord-Aurdal · Nord-Fron · Nord-Odal · Nordre Land · Os · Østre Toten · Øyer · Øystre Slidre · Rendalen · Ringebu · Ringsaker · Sel · Skjåk · Stange · Stor-Elvdal · Søndre Land · Sør-Aurdal · Sør-Fron · Sør-Odal · Tolga · Trysil · Tynset · Vågå · Våler · Vang · Vestre Slidre · Vestre Toten · Åmot · Åsnes

Fylker van Noorwegen